# Funkmessstelle für Weltraumfunk

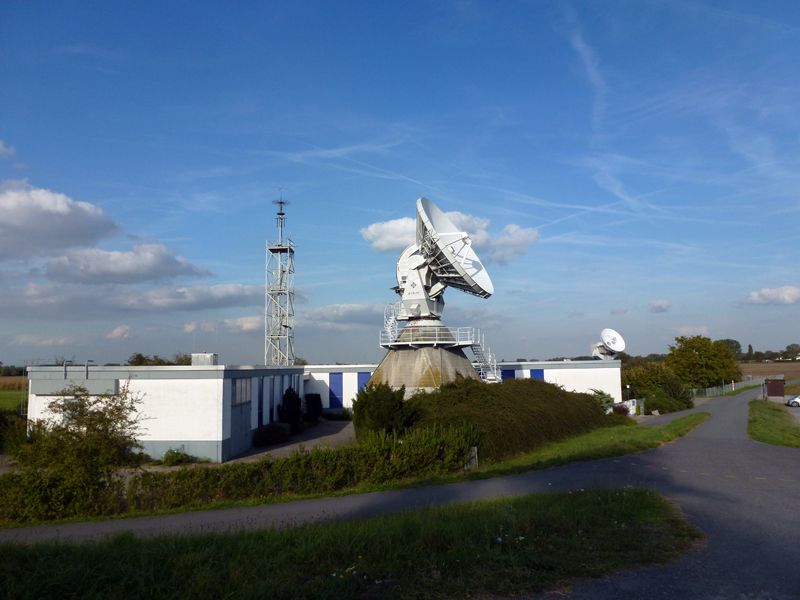
Satelliten-Messstelle DLZ 16 und Infrastrukturgebäude bei Leeheim

Die deutsche Funkmessstelle für Weltraumfunk, auch Funkkontrollmeßstelle für den Weltraumfunk oder Weltraumfunk-Überwachungsanlage, kurz Satelliten-Messstelle oder Funkmessstelle, befindet sich bei Leeheim am Rhein. Sie wird von der Bundesnetzagentur betrieben. Sie dient zum Erkennen und Verfolgen von Satelliten, wobei Frequenz, Polarisation und Sendeleistung gemessen und die Umlaufbahn aufgezeichnet werden können.

## Geschichte
Die Europäische Konferenz der Verwaltungen für das Post- und Fernmeldewesen (CEPT) hatte zuvor entschieden, dass die Aufgaben der Weltraumfunküberwachung den nationalen Funkkontroll-Meßdiensten zu übertragen. Daraufhin begann bei der Deutschen Bundespost die Planung einer solchen Kontrollstelle. Die erste europäische „Funkkontroll-Meßstelle für Weltraumdienste“ wurde etwa 20 Kilometer von Darmstadt, dem Sitz des Fernmeldetechnische Zentralamtes (FTZ), bei Leeheim errichtet und am 28. Oktober 1980 ihrer Bestimmung übergeben.
Nach der Postreform 1995 wurde die Anlage dem Bundesamt für Post und Telekommunikation (BAPT) übertragen. Die Anlage wird von der Außenstelle der Bundesnetzagentur (BNetzA)  Eschborn (organisatorisch) und dem Standort der Zentrale Mainz (Info) betreut.
Weitere Namen der Messstelle waren:
- Antennen-Messgelände für Forschungs- und Versuchszwecke
- Funkkontrollmeßstelle für den Weltraumfunk in Leeheim

## Technik
Mit der Anlage lassen sich Satelliten im Frequenzbereich von 130 MHz bis 13 GHz überwachen. In ihrer ersten Ausbaustufe umfasste sie hauptsächlich die für Wetterbeobachtung, Erdvermessung, Forschung u. ä. vorgesehenen Frequenzbereiche.
Die Messstelle bestand Anfang der 1980er Jahre aus zwei Antennenanlagen und einem gemeinsamen Zentralgebäude. Das zu überwachende Frequenzband ist in zwei Frequenzbereiche aufgeteilt; beide Antennen sind für jeweils einen Frequenzbereich optimiert und lassen sich unabhängig voneinander betreiben. Für den oberen Frequenzbereich von 1,3 GHz bis 13 GHz wird eine Cassegrain-Antenne mit Subreflektor verwendet. Ihr Hauptreflektor mit einem Durchmesser von 12 m ist in Elevation bis 90°, in Azimut um ±270° schwenkbar. 
Als Antenne für den unteren Frequenzbereich von 130 MHz bis 1,3 GHz dient eine Gruppe von vier logarithmisch-periodischen Antennen, die auf Grund der Eigennachführung nach dem Monopulsverfahren in einem Quadrat angeordnet sind. Jede dieser etwa 3 m langen Einzelantennen besteht ihrerseits aus zwei orthogonal zueinander angeordneten Einzelantennen, so dass man Signale beliebiger Polarisationsebene empfangen kann. Durch eine Drehkupplung für die Hochfrequenz und die Steuersignale ist der Azimut-Drehbereich unbegrenzt. In Elevation lässt sich die Antenne um ±90° schwenken.
Die Anlagentechnik stammt unter anderem von: Krupp, Siemens und Telefunken.
Die Funkmessstelle sucht nach Stör- und Piratensendern, welche illegal über Satelliten senden oder Satellitensignale stören. Die Störungsbearbeitung entdeckt Störquellen, die ansonsten den Betrieb der Satelliten- und terrestrischen Funkdienste behindern würden.